# Бытие (поэма)
Бытие (Genesis) — условное название поэмы на древнеанглийском языке, сохранившейся в Codex Junius. Поэма в целом приписывалась поэту VII в. Кэдмону. Еще давно филологи обратили внимание, что строки 235—851 поэмы отличаются от остального текста как по стилю, так и по языку. Эта часть поэмы обычно обозначается, как Genesis B (остальной текст именуется Genesis A). В 1875 году языковед Э. Зиверс высказал предположение, что Genesis B является переводом древнесаксонской версии Ветхого завета. В 1894 году был обнаружен фрагмент рукописи, содержавший древнесаксонский вариант текста, соответствовавший строкам 791—817 Genesis B, что отчасти подтвердило гипотезу Зиверса.
Genesis B содержит предание о грехопадении человека, очень близкое по содержанию «Потерянному Раю» Мильтона. Высказывались даже предположения, что Мильтон узнал содержание древнеанглийской поэмы от издателя «Кодекса Юниуса». Вопрос об источниках этой части поэмы до сих пор не вполне ясен.